# Gregory Colbert
Gregory Colbert (Toronto, Canadá, 1960) é um produtor de filmes e fotógrafo, conhecido como o criador de Ashes and Snow, uma coletânea de fotografias artísticas e filmes que têm o seu lugar de exposição no Nomadic Museum.

## Carreira

### Ashes and Snow
A primeira exposição de Gregory Colbert, Timewaves, abriu em 1992 no Museu Elysée de fotografia, na Suíça, com grandes aplausos da crítica. Nos dez anos que se seguiram, Colbert não expôs publicamente o seu trabalho artístico nem exibiu qualquer filme. Em vez disso, viajou por locais como a Índia, Birmânia, Sri Lanka, Egito, Dominica, Etiópia, Quênia, Tonga, Namíbia e Antártica para filmar e fotografar cenas de interação entre seres humanos e animais. Desde 1992, organizou mais de sessenta expedições e estendeu a sua colaboração a mais de 130 espécies diferentes. Espécies como o elefante, a baleia, o peixe-boi, o íbis-sagrado, a garça-antígona, a águia-real, o falcão-gerifalte, o calau-rinoceronte, a chita, o leopardo, o cão-caçador-africano, o caracal, o babuíno, o antílope, o suricata, o gibão, o orangotango e o crocodilo-de-água-salgada encontram-se entre os animais que filmou e fotografou. Os temas humanos sobre os quais se debruçou incluem os monges da Birmânia, os trance dancers (dançarinos do êxtase), o povo San, e outras tribos indígenas de vários pontos do mundo.
Em 2002, Colbert apresentou o seu trabalho Ashes and Snow em Veneza, Itália. Uma crítica publicada em 9 de abril de 2002 no The Globe and Mail declarava, "Colbert levantou o véu de Ashes and Snow , uma exibição de imagens e fotografias sem precedentes, quer no âmbito, quer na escala. Ocupando uma área de 12.600 metros quadrados, é considerada como uma das maiores exibições individuais na história da Europa."."
Na primavera de 2005, a exposição abriu na cidade de Nova Iorque já instalada no Nomadic Museum, uma estrutura de vida temporária construída no local de exibição. Ashes and Snow e o Nomadic Museum viajaram até Santa Mônica em 2006, Tóquio em 2007 e Cidade do México em 2008. Até à data, Ashes and Snow já atraiu mais de 10 milhões de visitantes, o que a converte na exposição de um artista vivo mais visitada de todos os tempos.
Ashes and Snow tem sido um sucesso ao nível do público e da crítica. A revista Photo declarou, "Nasceu um novo mestre." Photo Magazine: Gregory Colbert La Révélation (Cover). A exposição também foi catalogada como "extraordinária" pela revista the Economist, e "única. . . monumental em todos os aspectos" pelo Wall Street Journal. A revista Stern declarou que as fotografias são "fascinantes," e a Vanity Fair  descreveu Gregory Colbert como "O melhor dos melhores.". Um artigo de Alan Riding publicado no New York Times em 2002 declarava que "O poder das imagens não flui tanto da sua beleza formal como da maneira como envolvem o espectador no seu estado de espírito. . . As fotografias são, pura e simplesmente, janelas para um mundo onde o silêncio e a paciência governam o tempo."."
Colbert iniciou a sua carreira em Paris no ano de 1983, quando começou a fazer filmes de documentário sobre temas sociais. O seu documentário On the Brink-An AIDS chronicle, foi filmado em nove países e esteve nomeado para um prémio ACE em 1985 na categoria de melhor documentário. Entre os filmes que tem em projeto encontram-se Last Words e Finding a Way Home. Foi a realização dos filmes  que inspirou a fotografia artística.
Gregory Colbert tem sido agraciado com um grande número de prêmios e distinções. Em 2006, foi-lhe atribuído pela organização Lucie Awards o prêmio "Best Curator of the Year".. Em 2007, o filme Ashes and Snow esteve nomeado para um prêmio especial no Festival de Cinema de Veneza. Mais recentemente, foi nomeado embaixador honorário de cultura e turismo no México. 
Ashes and Snow vai abrir no Brasil em 2009, instalada no Nomadic Museum. Estão previstos novos pontos de exposição na Europa, no Médio Oriente e na Ásia.

### A fundaçãoFlying Elephants Foundation
Gregory Colbert criou a Flying Elephants Foundation para apoiar pessoas que trabalham em benefício do meio ambiente através das artes e das ciências. Entre os beneficiários dos subsídios da fundação encontram-se «Zana Briski», Marc Ancrenaz, «Edward Burtynsky», Ravi Corea, Jim Darling, «Andy Lipkis», «Carl Safina», e «Siew Te Wong».

## Citações
"Quando dei início a Ashes and Snow em 1992, comecei por explorar o relacionamento entre os seres humanos e os animais de dentro para fora. Na descoberta da linguagem partilhada e das sensibilidades poéticas de todos os animais, trabalho no sentido de restabelecer o solo comum que um dia existiu quando as pessoas viviam em harmonia com os animais."
"Desde os Egípcios aos Maias, aos índios da América e aos Beduínos, todas as culturas criaram bestiários que lhes permitiram expressar a sua relação com a natureza. Ashes and Snow é um bestiário do 21º século repleto de espécies de todo o mundo. Da orquestra da natureza fazem parte, não só o Homo sapiens mas também os elefantes, as baleias os peixes-boi, as águias, as chitas, os orangotangos e muitos outros."
"Até agora, esta situação não se tem verificado em relação à natureza e aos animais. É preciso que renegociemos o nosso contrato com a natureza. As grandes empresas gastam todos os anos bilhões de dólares em publicidade para anunciar os seus produtos, utilizando como protagonistas os animais e a natureza. A Animal Copyright Foundation fornece um sistema de reconhecimento imediato às companhias responsáveis para que estas possam comunicar que estão informadas e empenhadas em preservar as espécies e os habitats naturais do mundo."